# Jacobs van Merlen
Jacobs van Merlen is een sinds 1951 Belgisch adellijk geslacht.

## Geschiedenis
De stamreeks begint met Adrien Jacobs (1591-?), tuinman te Antwerpen, wiens zus Catherine Jacobs op 2 augustus 1587 werd gedoopt, welke laatste datum tevens de oudste vermelding van dit geslacht is. Zij waren kinderen van de tuinman Adrien Jacobs en Anne Seghers.
In de 19e eeuw leverde het geslacht bestuurders en politici. In 1833 trouwde Marie-Anne van Merlen (1812-1891), telg uit het geslacht Van Merlen, met Pierre Louis Martin Jacobs (1803-1847); een kleinzoon van hen verkreeg in 1936 bij Koninklijk Besluit de geslachtsnaam Jacobs van Merlen en werd in 1951 in de Belgische erfelijke adel opgenomen.

### Wapenbeschrijving
Gevierendeeld, één en vier in goud, een kruis vergezeld in één van drie schelpen onregelmatig geplaatst, dit alles van sabel, twee en drie in sabel, met een rad met acht spaken vergezeld van drie mereltjes op de wielband geplaatst, twee in het schidhoofd en een in de schildvoet, dit alles van goud, met een zoom van hetzelfde. Het schild overtopt met een helm van zilver, getralied, gehalsband en omboord van goud, gevoerd en vastgehecht van keel, met wrong en dekkleden van goud en van sabel. Helmteken: een schelp van het schild. Wapenspreuk: 'Trouw' van sabel, op een losse band van goud.

## Enkele telgen
Pierre Louis Martin Jacobs (1803-1847), Belgisch politicus
- Philippe Marie Victor Jacobs (1838-1891), Belgisch politicus
  - Jhr. dr. Louis Marie Augustin Jacobs van Merlen (1882-1963), advocaat, bankier, museumbestuurder, in 1951 verheven in de Belgische adel
    - Jkvr. Thérèse Jacobs van Merlen (1919-2018), psychoanalytica en voorzitster van de Association des Psychanalystes de Belgique; trouwde in 1966 met dr. Francis van Hecke (1920-2020), chemicus, zoon van politicus Albert Van Hecke (1891-1959) en broer van hoogleraar ridder prof. dr. Georges van Hecke (1915-2000)
    - Jhr. dr. Victor Jacobs van Merlen (1920-2009), jurist, oorlogsvrijwilliger 1940-1945 en paracommando; trouwde in 1947 met Thérèse Velge (1924-1984), dochter van burgemeester Jules Velge en kleindochter van ondernemer Leo Leander Bekaert; trouwde in 1989 met jkvr. Anne de Hemptinne (1928-2016), dochter van burgemeester graaf Jacques de Hemptinne (1901-1982), en telg uit het geslacht De Hemptinne
      - Jhr. dr. Louis Jacobs van Merlen (1948), jurist en chef de famille; trouwde in 1974 met Kathleen Waterkeyn (1950), dochter van André Waterkeyn (1917-2005), ontwerper van het Atomium

### Adellijke allianties
- De le Court (1938), Donnet (1950), De Behault (1958), Parmentier (1973), De Hemptinne (1974), Grisar (1975), D'Oultremont (2007)